# ジャック・ホウデク
ジャック・ホウデク（Jacques Houdek、本名：Željko Houdek、1981年4月14日 - ）は、クロアチアの歌手である。2017年5月にユーロビジョン・ソング・コンテスト2017にてクロアチア代表する。